# Hoyocasero
Hoyocasero é um município da Espanha na província de Ávila, comunidade autónoma de Castela e Leão, de área 52,65 km² com população de 373 habitantes (2004) e densidade populacional de 7,08 hab/km².

## Demografia
| Variação demográfica do município entre 1991 e 2004 | Variação demográfica do município entre 1991 e 2004 | Variação demográfica do município entre 1991 e 2004 | Variação demográfica do município entre 1991 e 2004 |
| --------------------------------------------------- | --------------------------------------------------- | --------------------------------------------------- | --------------------------------------------------- |
| 1991                                                | 1996                                                | 2001                                                | 2004                                                |
| 461                                                 | 416                                                 | 369                                                 | 373                                                 |